# Land- en tuinbouwcoöperatie Rijnvallei

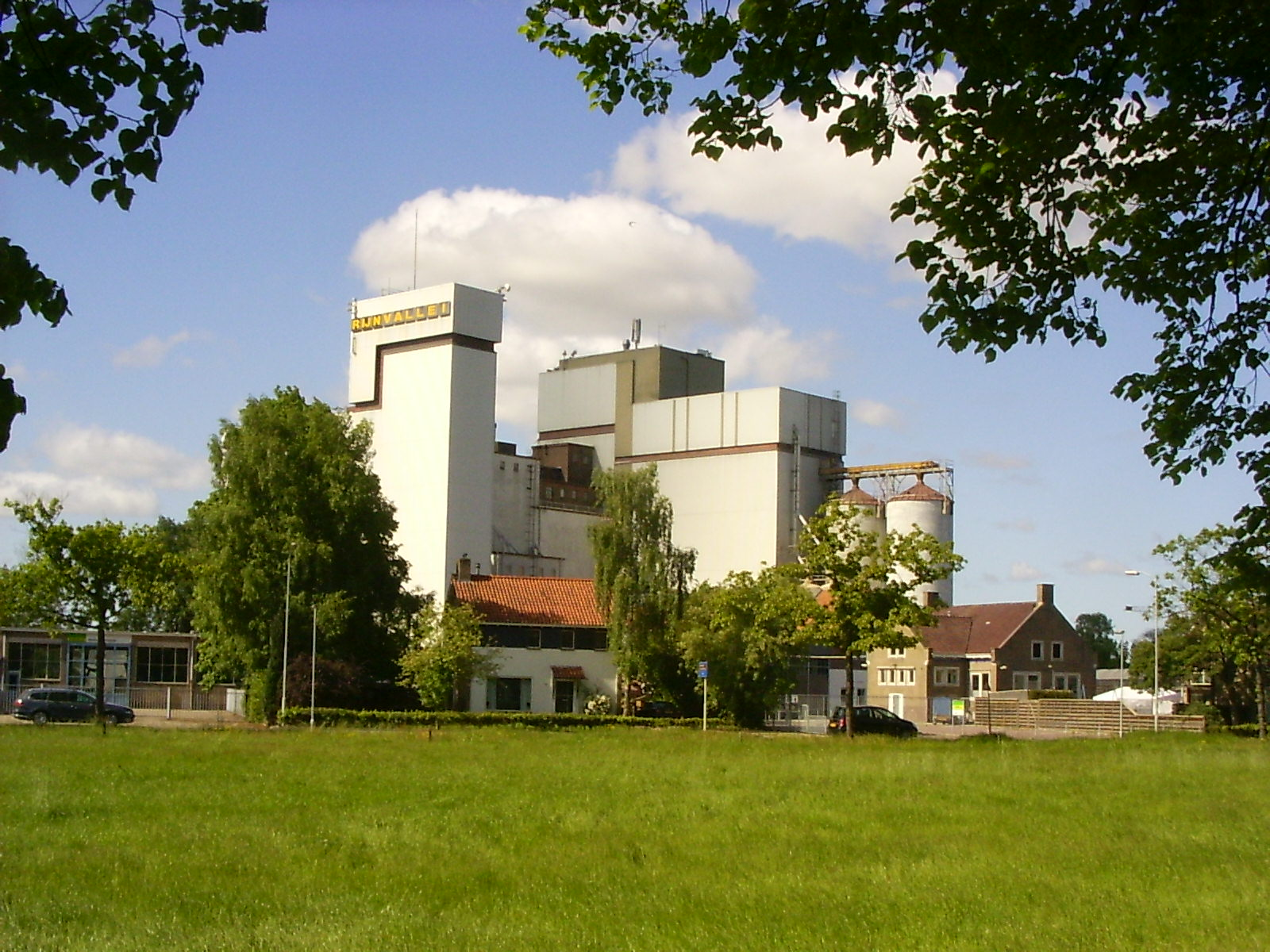
Pluimveevoerfabriek Barneveld

Land- en tuinbouwcoöperatie Rijnvallei U.A. of kort weg LTC Rijnvallei is een coöperatie die voornamelijk actief is in het gebied genaamd de Rijnvallei. Dus het gebied rond de Utrechtse Heuvelrug, de Veluwe, de Betuwe, de Bommelerwaard en Maas en Waal. De activiteiten van LTC Rijnvallei beperken zich niet tot haar kerngebied, de organisatie is actief in heel Nederland. LTC Rijnvallei houdt zich bezig met het produceren van veevoeders en het leveren van onder andere meststoffen, zaaizaden en gewasbeschermingsmiddelen aan haar leden. Begin 2012 is een fusie met Agruniek gerealiseerd en gaat de combinatie verder onder de nieuwe naam AgruniekRijnvallei. 

## Structuur Rijnvallei
Land- en tuinbouwcoöperatie Rijnvallei U.A. is 100% aandeelhouder van Rijnvallei Holding B.V. Onder de Rijnvallei Holding BV. vallen de volgende houdstermaatschappijen: Rijnvallei Voeders Holding B.V., Rijnzate, AGE Rijnvallei BV, CAF B.V., Rijnvallei Winkels B.V. (OA Welkoop), Rijnvallei Bedrijfstechniek B.V. Naast deze houdstermaatschappijen bezit Rijnvallei Holding B.V. ook deelnemingen in verschillende bedrijven waaronder Verbeek. Rijnvallei heeft twee veevoeder fabrieken, namelijk in Wageningen en Barneveld.

## Fusie met Agruniek
In september 2011 gaven de leden van veevoedercoöperaties Agruniek en Rijnvallei hun goedkeuring voor de fusie van beide coöperaties. De nieuwe coöperatie met de naam AgruniekRijnvallei is per 1 januari 2012 van start gegaan. AgruniekRijnvallei telt circa 2000 actieve leden en heeft de hoofdvestiging in Wageningen. Door de fusie verwacht de nieuwe combinatie voldoende schaalgrootte te hebben. Met de fusie ontstaat een onderneming met een omzet van ruim € 270 miljoen. De gezamenlijke voeromzet van AgruniekRijnvallei is ruim 600.000 ton. De verenigingsactiviteiten zijn ondergebracht bij de coöperatie en de bedrijfsactiviteiten bij AgruniekRijnvallei Holding B.V.